# Ndangane
 (janvier 2015).
Ndangane (parfois N'Dangane) est une localité située dans la région du Sine-Saloum au Sénégal, à 160 km au sud de Dakar.

## Étymologie
Son nom signifie "le havre", le "port d'embarquement" en langue sérère.

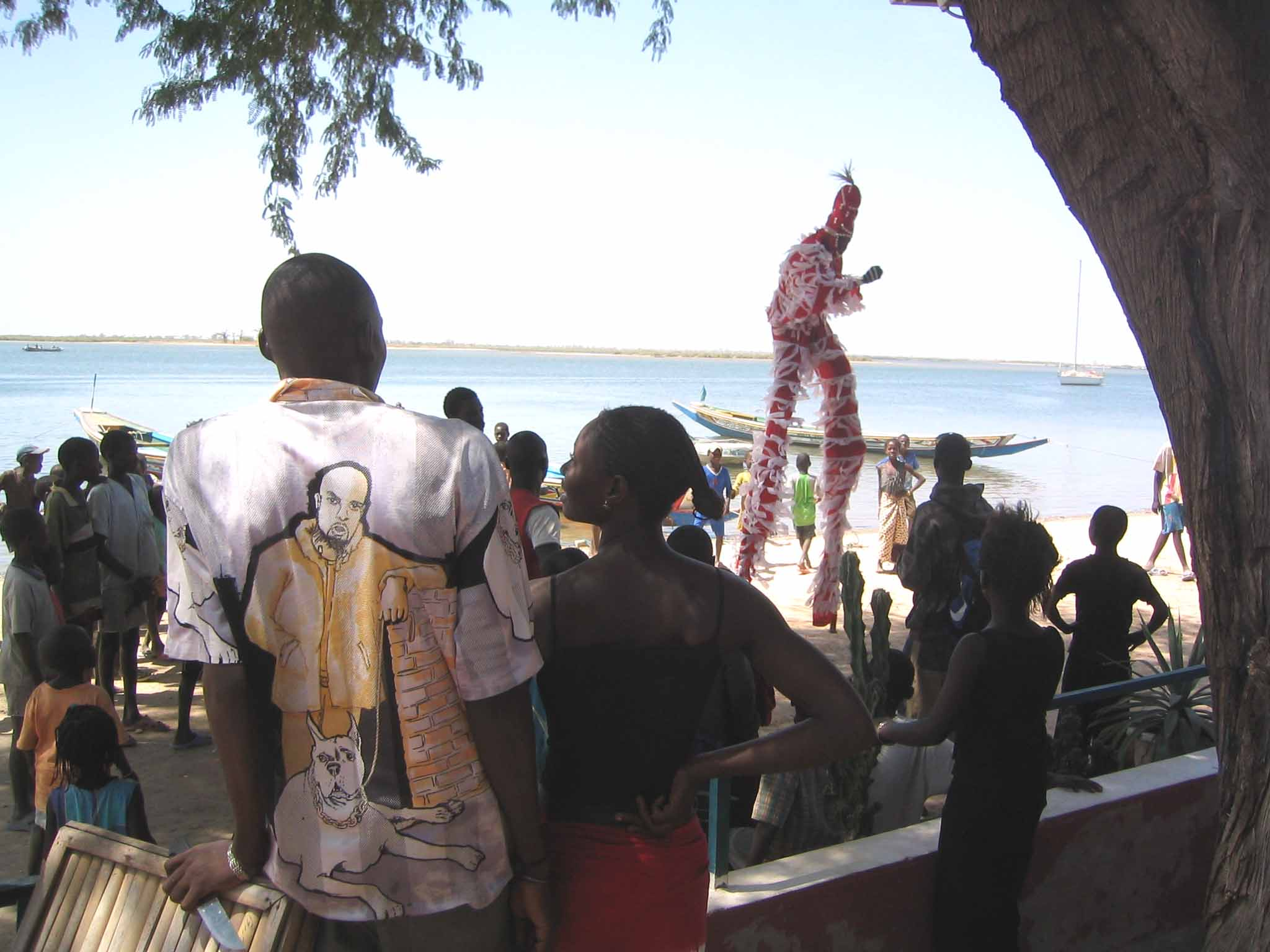
Animation sur la plage avec des échasses

## Histoire
À l'origine, Ndangane est uniquement un village de pêcheurs sérères (aujourd'hui : "Ndangane-Sambou").
Depuis des années et encore aujourd'hui, des tournois de lutte traditionnelle s'y organisent.
Un second bourg s'est construit plus à l'est : "Nadangane-campement". Touristes et retraités, français ou belges, s'y sont installés.

## Administration
Ndangane fait partie de la communauté rurale de Fimela, dans le département de Fatick (région de Fatick).

## Géographie
Ndangane est composé de 7 villages dont les deux principaux sont : 
- Ndangane-village ou Sambou : village originel de pêcheurs. Habitations rapprochées.
- Ndangane-campement : village touristiques pour "toubabs" constitué principalement d'une rue commerçante en ligne droite perpendiculaire à la plage. Habitations plus occidentales, jardins, clôtures.
Les deux villages ont un accès sur la mer. Une anse les sépare à marée haute.

### Physique géologique
La végétation est assez variée, semblable à celle que l'on trouve dans la région : baobabs, rôniers, pommiers de Cayor (Parinari macrophylla), des buissons d'épineux auxquels on prête des vertus médicinales, mais la mangrove est aussi présente dans les bolongs.

### Population
Selon le PEPAM (Programme d'eau potable et d'assainissement du Millénaire), Ndangane compte 1 001 personnes et 113 ménages, auxquels s'ajoutent les nombreux touristes.
Ndangane est peuplé en majorité de Sérères niominka, ethnie issue d'un brassage à l'origine entre Sérères et Mandingues venant de la zone casamançaise. N'oublions pas dans nos coutumes et mœurs que Mandingues, Joola et Sérères sont des cousins (parents à plaisanterie).
Des Wolof, des Bambara, des Mandingues des Maures, des Toubabs belges et français cohabitent. En un mot toutes les ethnies y sont pratiquement représentées (Peuls, Joola, Soninké, etc.)
Chrétiens, musulmans et animistes ont toujours habité ensemble et ont toujours échangé dans le domaine du mariage, de la circoncision, dans les cérémonies familiales (décès, baptême, luttes traditionnelles, tamtam au village, etc.).
Donc le dialogue islamo-chrétien a toujours existé depuis l'époque ancestrale.
L'entraide entre les familles, la solidarité, le partage, le soutien désintéressé sont des valeurs léguées par nos parents, valeurs qui font encore l'intérêt de la vie en communauté dans ce village.

### Économie
Le village de Ndangane-Sambou se trouve un peu à l'est de la route goudronnée en provenance de Dakar. 
Grâce aux dons, une mosquée y a été construite il y a quelques années.
Depuis quelques années, cette petite ville tranquille est devenue un centre touristique florissant. Plusieurs hôtels et campements de style local y offrent leurs services. 
Ndangane constitue souvent le point de départ pour des excursions en pirogue, notamment sur les bolongs vers l'île de Mar Lodj toute proche et plus calme, ou la pointe de Sangomar qui fait partie du Parc national du delta du Saloum, inscrit dans le Réseau mondial des réserves de biosphère depuis 1980.
En empruntant la piste vers le nord, on peut se rendre à la forêt de rôniers (Borassus) de Yayème.
La présence de nombreux touristes attire l'attention de la population locale, notamment des plus jeunes, dont les offres de services (promenades en pirogue, gardiennage) ou de marchandises (chapeaux, art africain) peuvent parfois importuner le visiteur.
Comme souligné plus haut, le tourisme est à Ndangane une activité importante qui génère des revenus importants parallèlement à la pêche, qui a été depuis toujours la principale activité économique pour la majorité de la population du village et du campement de Ndangane.
D'importants chargements de poissons se font en direction de Dakar et d'autres départements du pays. Tous les anciens pêcheurs de métier qui sont venus peupler le village de Sambou ont vu leur famille prendre la relève avec des moyens beaucoup plus modernes. Certains mêmes sont de grands mareyeurs des bateaux de pêche au Sénégal ou l'étranger. Ainsi la pêche reste la plus grande activité économique du village.
L'agriculture et l'élevage ne sont pas à négliger car la brousse de "SAMEL" après les "tannes" est un sol riche ou la culture de l'arachide et du mil de même que le sorgho donne d'excellents résultats.
De grands commerçants baol baol de Dakar ou de Mbour n'hésitent plus à investir et y installent des magasins de produits divers (bois, fer, ciment et autres produits) ; ceci explique d'ailleurs la présence des banques de la place (CMS, CREDIT POPULAIRE, WESTERN UNION, etc.).
Un système de digue a été installé après l'indépendance permettant de retenir et réguler le débit des marigots qui stagnent dans un grand bassin de rétention naturel étendu sur des kilomètres ou pour en même temps dessaler les tannes.